# San Nicolás del Real Camino
San Nicolás del Real Camino ist ein Ort am Jakobsweg in der Provinz Palencia der Autonomen Gemeinschaft Kastilien-León, administrativ ist es von Moratinos abhängig.

## Geschichte
Der Name des Ortes lautete bis ins 19. Jh. auf die Endung „del Camino Francés“. Auch der Bezug auf den heiligen Nikolaus, der im Mittelalter als Schutzpatron der Wanderer und Pilger galt, belegt die enge Verbindung mit dem Jakobsweg. Urkundlich belegt sind Besitzungen des Templerordens vor Ort. Ein Pilgerhospiz wird in französischen Berichten unter dem Namen 
„Petit Cavalier“ erwähnt (siehe Calzadilla de la Cueza mit Kloster Santa Maria de las Tiendas und dem Hospiz „Grand Cavalier“).

## Sehenswertes
- Nikolauskirche (Iglesia de San Nicolás) mit einer romanischen Muttergottesfigur.
- Ermita Virgen del Puente (im Valdaraduey kurz vor Sahagún), Einsiedelei im Mudejarstil mit Pilgerhospiz. Am 25. April ist die Ermita Ziel einer Wallfahrt, vor Ort werden Brot und Käse ausgeteilt.

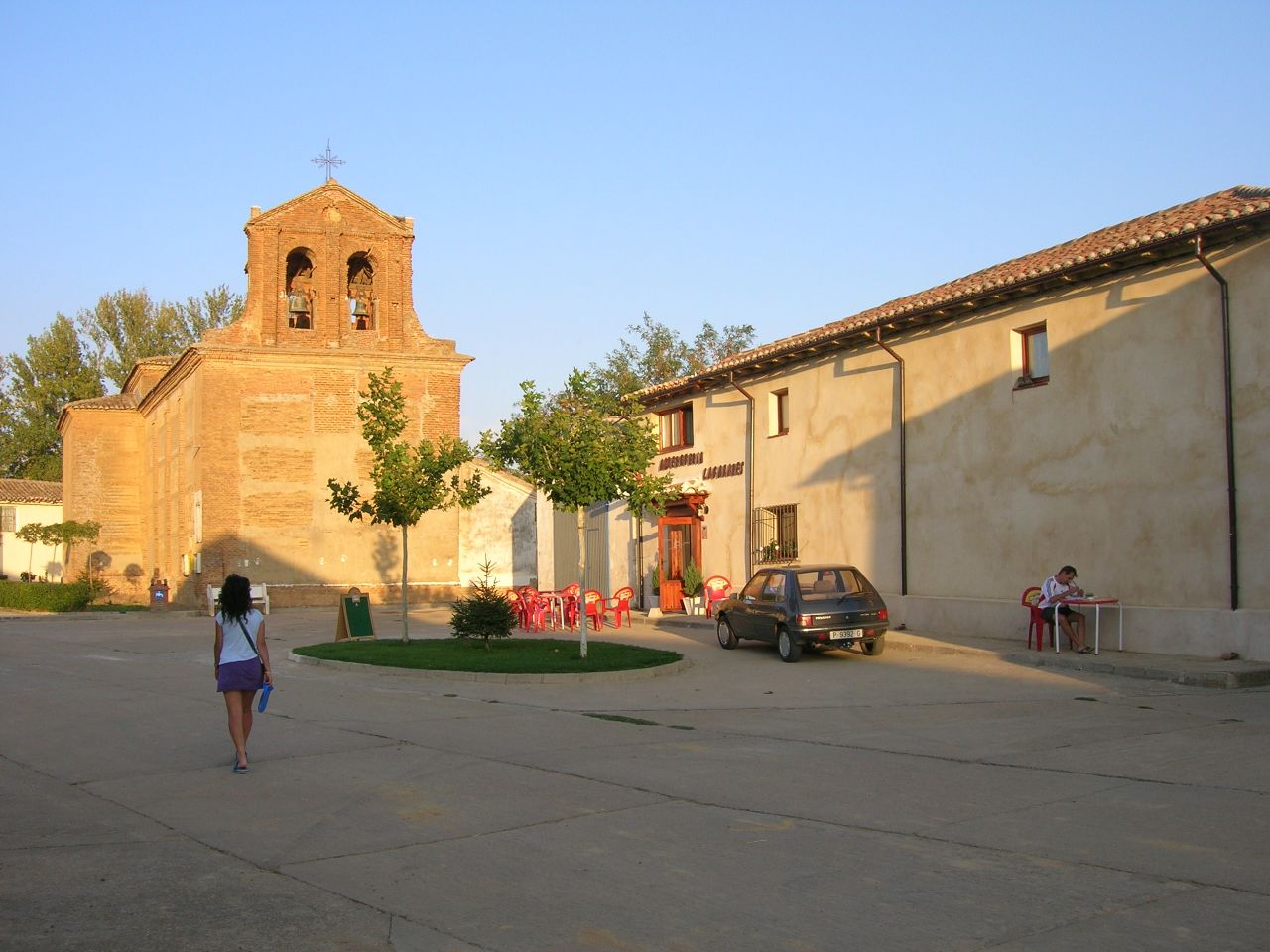
Kirche und Pilgerherberge San Nicolás del Real Camino
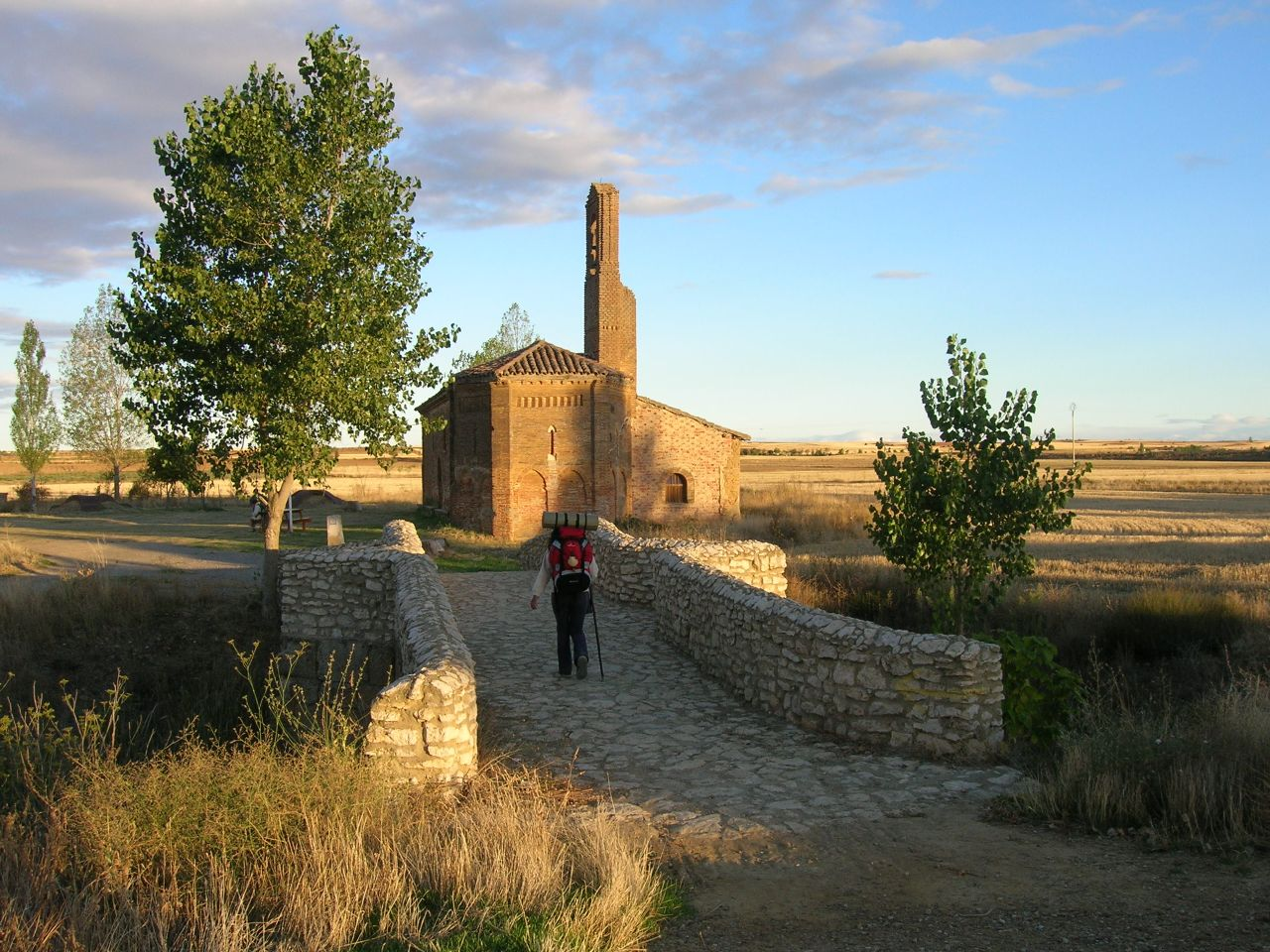
Ermita de la Virgen del Puente